# Емшер
Емшер (нім. Emscher) — річка в Німеччині, протікає по землі Північний Рейн-Вестфалія, права притока Рейну. Площа басейну річки становить 775,466 км². Загальна довжина річки 83,1 км. Висота витоку 147 м. Висота гирла 18 м.
Річкова система річки — Рейн.
З 90-х років Емшер ренатурізовано (раніше скидалися виробничі води з підприємств Рурської агломерації).
Річкова система річки — Рейн.
| Німеччина | Це незавершена стаття з географії Німеччини. Ви можете допомогти проєкту, виправивши або дописавши її. |